# Тёрнер, Лоренцо Доу
Лоренцо Доу Тернер (англ. Lorenzo Dow Turner, 21 августа 1890  — 10 февраля 1972) — афроамериканский академик, лингвист и диалектолог. который провел плодотворное исследование языка галла, распространённого в Южной Каролине и Джорджии.

## Ранние годы
Лоренцо Доу Тернер родился 21 августа 1890 года в Элизабет-Сити, Северная Каролина в семье Рукса Тернера и Элизабет Фриман. Был самым младшим ребёнком в семье. Его отец получил степень магистра в Университете Говарда. Его мать получила образование, разрешенное чернокожим женщинам в то время. Двое из братьев Тернера имеют дипломы медицины и права.

## Академическая карьера
Тернер получил степень магистра в Гарвардском университете и докторскую степень. Он преподавал в Университете Говарда с 1917 по 1928 год, и в течение последних восьми лет он занимал должность главы английского факультета.